# ريفا
قرية ريفا هي إحدى القرى التابعة لمركز أسيوط في محافظة أسيوط في جمهورية مصر العربية. حسب إحصاءات سنة 2006، بلغ إجمالي السكان في ريفا 18732 نسمة، منهم 9773 رجل و8959 امرأة.